# Kiyomatsu Matsubara
Kiyomatsu Matsubara (jap. 松原 喜代松 Matsubara Kiyomatsu; ur. 1907, zm. 1968) – japoński biolog morza, ichtiolog i herpetolog. Opisał m.in. gatunek rekina Pseudocarcharias kamoharai.